# 꽃보다 남자 (일본의 드라마)
꽃보다 남자(일본어: 花より男子)는 카미오 요코의 만화 《꽃보다 남자》를 원작으로 극화하여, 2005년·2007년에 TBS를 비롯한, 마이니치 방송(긴키 광역권), 주부닛폰 방송(주쿄 광역권), RKB 마이니치 방송 등 26개 JNN 지역 민방 네트워크를 통해서 전국적으로 일제히 송출된 일본의 텔레비전 드라마이다.

## 개요
TBS 계열의 〈금요드라마〉 시간대(매주 금요일 22:00 ~ 22:54)에서 방송되었다. 주연은 이노우에 마오, 마츠모토 준.
《꽃보다 남자》(제1시리즈)는 2005년 10월 21일부터 12월 16일까지 방송되었다.
《꽃보다 남자 2(리턴즈)》(제2시리즈)는 2007년 1월 5일부터 3월 16일까지 방송되었다.
2008년 6월 28일에는, 《꽃보다 남자 F(파이널)》로 영화화도 되었다.

## 캐스트

##### 주요 인물
주인공
- 마키노 츠쿠시 (2학년 C반) - 이노우에 마오 (어린 시절:마츠오카 히나·미즈쿠로 하루히)-남편:도묘지 츠카사, 친구:하나자와 루이, 니시카도 소지로, 미마사카 아키라

F4
- 도묘지 츠카사 - 마츠모토 준 (아라시) (어린 시절:타케다 코스케)-아내:마키노 츠쿠시
- 하나자와 루이 - 오구리 슌 (어린 시절:우에다 타쿠미)-친구:마키노 츠쿠시
- 니시카도 소지로 - 마츠다 쇼타 (어린 시절:호시노 아몬)-친구:마키노 츠쿠시
- 미마사카 아키라 - 아베 츠요시 (어린 시절:와타나베 카이시)-친구:마키노 츠쿠시

F4의 관계자
- 토도 시즈카 - 사다 마유미-하나자와 루이가 좋아하는 사람이다
- 오오카와하라 시게루 - 카토 나츠키 (제2시리즈·제1 ~ 8화, 최종화)
- 나카지마 우미 - 토다 에리카 (제2시리즈·제10화, 최종화)
- 히나타 사라 - 칸지야 시호리 (제2시리즈·제3 ~ 7화)

당고 가게
- 마츠오카 유키 - 니시하라 아키 (어린 시절:사이다 마린·이노우에 리카)
- 센고쿠 사치요 - 카토 타카코

도묘지 그룹
- 도묘지 츠바키 - 마츠시마 나나코 (특별 출연)
- 도묘지 카에데 - 카가 마리코
- 니시다 - 데이빗 이토
- 켄 우치다 - 츠루미 싱고 (제2시리즈·제9 ~ 최종화(제1 ~ 8화 회상))
- 켄 우치다의 아내 - 미즈키 마이 (제2시리즈·(제1 ~ 6화 회상))
- 켄 우치다의 아이 - 미야자키 미도리 (제2시리즈·(제1 ~ 6화 회상)), 하시다 호노카 (제2시리즈·(제1 ~ 6화 회상))
- 타마 - 사사키 스미에 (제2시리즈·제6 ~ 최종화)

마키노가(家)
- 마키노 스스무 - 토미우라 사토시
- 마키노 하루오 - 코바야시 스스무
- 마키노 치에코 - 이시노 마코

##### 에이토쿠 학원
- 산죠 사쿠라코 (2학년 C반) - 사토 메구미 (제2시리즈는 우정 출연) (어린 시절:모리야마 아야나)

2학년 C반 학생 (☆은 제2시리즈에서 3학년 C반 학생으로서 계속 등장하는 캐스트)
- 아사이 유리코 - 세토 사키 ☆
- 아유하라 에리카 - 후카다 아키 ☆
- 야마노 미나코 - 마츠오카 에미코 ☆
- 키쿠치 호노카 - 사이카와 아이 ☆
- 코바야시 모에 - 노구치 유카 ☆
- 시라이시 에리카 - 호시노 유키 ☆
- 타카사키 하루카 - 마츠다 노조무 ☆ (제2시리즈에서는 마츠다 타마키로 개명)
- 노모토 카렌 - 야마구치 유카리
- 하야시 아야노 - 야마구치 리사 ☆
- 무라카미 아리사 - 야마다 사야카 ☆
- 모리오카 미즈키 - 이케다 카오리
- 이나가와 류 - 이케다 유지 ☆
- 오마타 유스케 - 오오야마 쿄헤이 ☆ (제2시리즈에서는 쿄헤이로 개명)
- 스기하라 코이치 - 코바야시 준
- 치바 사토시 - 타시로 코지 ☆
- 테라다 준지 - 나카야마 마세이
- 나카죠 야스히로 - 모리 유야
- 모리 토모히로 - 나오키
- 타나카 켄타로 - 세키카와 타로 ☆
- 오오무라 마나부 ☆
- 쿠사나기 요시키 ☆
- 요시하라 히로시
- 와카바야시 히로키

3학년 C반 학생 (제2시리즈)
- 나가이케 신이치 - 코무로 죠
- 테라오카 아츠히로 - 사토 유이치
- 야가미 - Erina
- 모리시타 유즈키 - 오오마사 아야
- 사이토 미치

## 스태프
- 시리즈 구성 - 사타케 미키오
- 시리즈 구성 협력 - 아라이 슈코 (1)
- 각본 - 사타케 미키오, 후지모토 유키 (1), 타카하시 나츠코 (1)
- 주제가
  - 제1시리즈 - 아라시 〈WISH〉 (제이 스톰)
  - 제2시리즈 - 아라시 〈Love so sweet〉 (제이 스톰)
- 삽입곡
  - 제1시리즈 - 오오츠카 아이 〈플라네타륨〉 (avex trax)
  - 제2시리즈 - 우타다 히카루 〈Flavor Of Life -Ballad Version-〉 (EMI 뮤직 재팬)
- 음악 - 야마시타 코스케
- 프로듀스 - 세토구치 카츠아키, 산죠 신이치 (2)
- 연출 - 이시이 야스하루·야마무로 다이스케·카타야마 오사무 (1)·츠보이 토시오 (2)·산죠 신이치 (2)·무토 준 (2)·무토 오사무
- 기획 협력 - PPM
- 촬영 협력 - 도쿄 약과 대학, 세이케이 대학, 브리티시 힐즈, 긴자 길신
- 협력 - 미도리야마 스튜디오 시티, 토츠, 니치온, ACS
- 제작 - TBS
- 제작 저작 - TBS

## 방송 일자

##### 제1시리즈
| 각 화                                                       | 방송일           | 부제 (서브 타이틀)                  | 각본            | 연출              | 시청률 |
| ----------------------------------------------------------- | ---------------- | ----------------------------------- | --------------- | ----------------- | ------ |
| 제1화                                                       | 2005년 10월 21일 | 선전 포고!! 돈보다 절대로 중요한 것 | 후지모토 유키   | 이시이 야스하루   | 18.3%  |
| 제2화                                                       | 10월 28일        | 최악의 퍼스트 키스!!                | 타카하시 나츠코 | 야마무로 다이스케 | 19.3%  |
| 제3화                                                       | 11월 4일         | 눈물!! 안녕 정말 좋아하는 사람      | 사타케 미키오   | 카타야마 오사무   | 20.5%  |
| 제4화                                                       | 11월 11일        | 첫 외박!?                           | 사타케 미키오   | 이시이 야스하루   | 20.7%  |
| 제5화                                                       | 11월 18일        | 목숨을 건 사랑의 고백               | 후지모토 유키   | 야마무로 다이스케 | 19.0%  |
| 제6화                                                       | 11월 25일        | 대 파란 일촉즉발의 삼각 관계        | 사타케 미키오   | 카타야마 오사무   | 19.7%  |
| 제7화                                                       | 12월 2일         | 배틀 F4 해산!!                      | 후지모토 유키   | 이시이 야스하루   | 17.3%  |
| 제8화                                                       | 12월 9일         | 자 여고생 일본 제일 결정전          | 사타케 미키오   | 카타야마 오사무   | 19.9%  |
| 최종화                                                      | 12월 16일        | 최고의 라스트 프레젠트              | 사타케 미키오   | 이시이 야스하루   | 22.4%  |
| 평균 시청률 19.8% (시청률은 칸토 지구·비디오 리서치사 조사) |                  |                                     |                 |                   |        |

##### 제2시리즈
| 각 화                                                       | 방송일         | 부제 (서브 타이틀) | 각본          | 연출            | 시청률 |
| ----------------------------------------------------------- | -------------- | --- | ------------- | --------------- | ------ |
| 제1화                                                       | 2007년 1월 5일 | 그로부터 1년…오늘밤 드디어 부활!! 이번 무대는 뉴욕!! 대 파란의 사랑과 우정의 신 전개 그나저나 해피 엔드가 아니었던 거야!? | 사타케 미키오 | 이시이 야스하루 | 19.4%  |
| 제2화                                                       | 1월 12일       | 최강의 라이벌 | 사타케 미키오 | 이시이 야스하루 | 20.1%  |
| 제3화                                                       | 1월 19일       | 바이바이 바보남 | 사타케 미키오 | 츠보이 토시오   | 19.2%  |
| 제4화                                                       | 1월 26일       | 목숨을 건 수라장 | 사타케 미키오 | 츠보이 토시오   | 23.1%  |
| 제5화                                                       | 2월 2일        | 네가 좋아 | 사타케 미키오 | 이시이 야스하루 | 20.3%  |
| 제6화                                                       | 2월 9일        | 고백은 대 파란!! | 사타케 미키오 | 산죠 신이치     | 21.0%  |
| 제7화                                                       | 2월 16일       | 일기일회의 첫사랑 | 사타케 미키오 | 무토 준         | 21.0%  |
| 제8화                                                       | 2월 23일       | 사각 관계의 결착 | 사타케 미키오 | 이시이 야스하루 | 22.7%  |
| 제9화                                                       | 3월 2일        | 애달픈 비의 이별 | 사타케 미키오 | 이시이 야스하루 | 22.3%  |
| 제10화                                                      | 3월 9일        | 사라진 추억 | 사타케 미키오 | 츠보이 토시오   | 21.6%  |
| 최종화                                                      | 3월 16일       | 사상 최고의 프로포즈 | 사타케 미키오 | 이시이 야스하루 | 27.6%  |
| 평균 시청률 21.6% (시청률은 칸토 지구·비디오 리서치사 조사) |                | |               |                 |        |

## 관련 상품

### 사운드트랙
- 꽃보다 남자 오리지널 사운드트랙 (2005년 12월 7일 발매)

| 수록곡(타이틀)/의미/작곡 등 | 수록곡(타이틀)/의미/작곡 등 | 수록곡(타이틀)/의미/작곡 등 | 수록곡(타이틀)/의미/작곡 등 |
| --------------------------- | --------------------------- | --------------------------- | --------------------------- |
| M-01                        | 花より男子メインテーマ      | 꽃보다 남자 메인 테마       | 작곡·편곡: 야마시타 코스케  |
| M-02                        | cloudy noon                 |                             | 작곡·편곡: 야마시타 코스케  |
| M-03                        | Mysterious Chocolate        |                             | 작곡·편곡: 야마시타 코스케  |
| M-04                        | 絆                          | 인연                        | 작곡·편곡: 야마시타 코스케  |
| M-05                        | Flower 4                    |                             | 작곡·편곡: 야마시타 코스케  |
| M-06                        | glacial                     |                             | 작곡·편곡: 야마시타 코스케  |
| M-07                        | 団らん                      | 단란                        | 작곡·편곡: 야마시타 코스케  |
| M-08                        | 小さな願い                  | 작은 소원                   | 작곡·편곡: 야마시타 코스케  |
| M-09                        | つくし                      | 츠쿠시                      | 작곡·편곡: 야마시타 코스케  |
| M-10                        | 孤高                        | 고고                        | 작곡·편곡: 야마시타 코스케  |
| M-11                        | 午前4時                     | 오전 4시                    | 작곡·편곡: 야마시타 코스케  |
| M-12                        | ダッシュ!                   | 대시!                       | 작곡·편곡: 야마시타 코스케  |
| M-13                        | DOMINATION                  |                             | 작곡·편곡: 야마시타 코스케  |
| M-14                        | blue mind                   |                             | 작곡·편곡: 야마시타 코스케  |
| M-15                        | WISH (Inst. for TV)         |                             | 작곡·편곡: 야마시타 코스케  |
| M-16                        | 揺らめくキモチ              | 흔들리는 마음               | 작곡·편곡: 야마시타 코스케  |

| TBS 금요드라마                                        | TBS 금요드라마                               | TBS 금요드라마                          |
| 이전 작품                                             | 작품명                                       | 다음 작품                               |
| ----------------------------------------------------- | -------------------------------------------- | --------------------------------------- |
| 드래곤 사쿠라 (2005.7.8 ~ 2005.9.16)                  | 꽃보다 남자 (2005.10.21 ~ 2005.12.16)        | 야왕 (2006.1.13 ~ 2006.3.24)            |
| 웃기는 사랑은 하고 싶지 않아 (2006.12.1 ~ 2006.12.15) | 꽃보다 남자 2(리턴즈) (2007.1.5 ~ 2007.3.16) | 특급 타나카 3호 (2007.4.13 ~ 2007.6.22) |

## 영화

### 1995년 (후지 TV·토에이판)
타이틀은 《꽃보다 남자》. 1995년 8월 19일, 일본에서 개봉되었다. 우치다 유키 주연. 토에이·후지 TV 제작·쿠스다 야스유키 감독·우메다 미카 각본. 당시 인기 아이돌을 주연으로 한 〈우리의 영화 시리즈〉 제1탄으로 제작되었다.

#### 캐스트
주인공
- 마키노 츠쿠시 - 우치다 유키

F4
- 도묘지 츠카사 - 타니하라 쇼스케
- 하나자와 루이 - 후지키 나오히토
- 니시카도 소지로 - 사에키 켄사쿠
- 미마사카 아키라 - 하시즈메 코이치

그 외
- 토도 시즈카 - 에구로 마리
- 산죠 사쿠라코 - 사카가미 카오리
- 마츠오카 유키 - 사사미네 아이
- 아사이 유리코 - 토네가와 아카리
- 야마노 미나코 - 후지와라 노리카

#### 스태프
- 감독 - 쿠스다 야스유키
- 각본 - 우메다 미카
- 주제가 - 우치다 유키 〈BABY'S GROWING UP〉
- 원작 - 카미오 요코
- 기획 - 시게무라 하지메, 호리구치 토시카즈
- 제작 - 무라카미 코이치, 스호 이쿠오
- 프로듀스 - 타쿠마 아키후미, 코마키 지로, 시게오카 유미코, 시바사키 타다시
- 촬영 - 호시야 켄지, 사토 미츠오

### 2008년 (TBS·토호판)
타이틀은 《꽃보다 남자 F》. 2008년 6월 28일, 일본에서 개봉되었다. 이노우에 마오 주연. TBS 계열에서 방송된 드라마 시리즈의 완결편이다. 내용은, TV 시리즈 《꽃보다 남자 2(리턴즈)》 최종화의 졸업 프롬의 4년 후이다. 영화판은 드라마와 다르게, 원작 만화의 에피소드를 사용하지 않고, 서스펜스 요소가 더해진 완전 오리지널 작품을 채용했다.

#### 캐스트
주인공
- 마키노 츠쿠시 - 이노우에 마오-남편:도묘지 츠카사

F4
- 도묘지 츠카사 - 마츠모토 준 (아라시)-아내:마키노 츠쿠시
- 하나자와 루이 - 오구리 슌
- 니시카도 소지로 - 마츠다 쇼타
- 미마사카 아키라 - 아베 츠요시

그 외
- 토도 시즈카 - 사다 마유미
- 오오카와하라 시게루 - 카토 나츠키
- 산죠 사쿠라코 - 사토 메구미
- 센고쿠 사치요 - 카토 타카코
- 마츠오카 유키 - 니시하라 아키
- 니시다 - 데이빗 이토
- 켄 우치다 - 츠루미 싱고
- 써니 - AKIRA (EXILE)
- 타마 - 사사키 스미에
- 미쿠모 타카에
- 코바야시 마야 (TBS)
- 히로시게 레이코 (TBS)
- 호텔 종업원 - 타케나카 나오토
- 기자 - 타구치 히로마사
- 승무원 - 벡키
- 가전 숍 손님 - 타카하시 조지
- 수수께끼의 신사 - 키타오오지 킨야 (특별 출연)
- 카부라기 카즈 - 후지키 나오히토
- 마키노 스스무 - 토미우라 사토시
- 마키노 하루오 - 코바야시 스스무
- 마키노 치에코 - 이시노 마코
- 도묘지 카에데 - 카가 마리코

#### 스태프
- 감독 - 이시이 야스하루 (TBS)
- 이그제큐티브 프로듀스 - 하마나 카즈야
- 프로듀스 - 세토구치 카츠아키, 산죠 신이치
- 각본 - 사타케 미키오
- 주제가 - 아라시 〈One Love〉 (제이 스톰)
- 삽입곡 - aiko 〈KissHug〉 (포니캐년)
- 음악 - 야마시타 코스케
- 배급 - 토호
- 제작 위원회 - 토호, TBS, 슈에이샤, PPM, 제이 스톰